# Риндзай
Риндзай (на японски: 臨済宗, Риндзай; на китайски: 臨済宗, Линдзи-дзун) е една от двете най-големи японски школи дзен (наред с школата Сото).

## История
Риндзай се смята за първата зен-будистка школа, появяваща се на японските острови. Около 1199 година монаха Ейсай дзендзи (1141 – 1215) представя форма на будизма, станала впоследствие известна като Риндзай в двора на шогуна Камакура. Школата се появява в резултат на разпространението на едноименната китайска школа Линдзи-дзун, основател на която е китайския учител Линдзи Исюан (яп. Риндзай Гиген).

## Философията на риндзай
Особеностите на философията на школата риндзай е идеята за възможността за внезапното просветление и използването от практикуващите наред с медитацията (единствения път към достигане на просветление приеман от Сото) на коани, които са ирационални загадки или притчи, разрешението на които не се намира в логическото мислене, а в интуитивното разбиране, което може да доведе до сатори внезапно. Поради това тази школа е известна още и като школата на внезапното просветление.